# 白山町 (瀬戸市)
白山町（はくさんちょう）は、愛知県瀬戸市新郷連区の町名。現行行政地名は白山町1丁目と2丁目。

## 地理
- 瀬戸市の南西部に位置する[8]。西を瀬戸口町・東赤重町、北を緑町、東を今林町、南を石田町・東米泉町・西米泉町・東菱野町と隣接している[8]。
- 丘陵地を造成した住宅地[8]。

### 河川
- 米泉川（矢田川支流） ： 町の南東端、今林町との町境を南流している。

- 米泉川（白山町・今林町境）

### 学区
市立小・中学校に通う場合、学区は以下の通りとなる。また、公立高等学校普通科に通う場合の学区は以下の通りとなる。
| 町丁・丁目  | 番・番地等 | 小学校             | 中学校             | 高等学校 |
| ----------- | ---------- | ------------------ | ------------------ | -------- |
| 白山町1丁目 | 全域       | 瀬戸市立原山小学校 | 瀬戸市立幡山中学校 | 尾張学区 |
| 白山町2丁目 | 全域       | 瀬戸市立原山小学校 | 瀬戸市立幡山中学校 | 尾張学区 |

なお、白山町全域において、特定区域における校区外通学が認められており、申請をすれば瀬戸市立光陵中学校への進学も可能である。

## 歴史

### 町名の由来
瀬戸西高校の北側に、かつて高さ約200mの山があり、その頂上に白山神社があったことから、白山町と町名設定されたといわれる。

### 沿革
- 1985年（昭和60年）4月27日 - 瀬戸市緑町・大字菱野・大字山口字大坂の各一部により、同市白山町として成立[2][13]。

## 世帯数と人口
2024年（令和6年）2月1日現在の世帯数と人口は以下の通りである。
| 町丁・丁目  | 世帯数  | 人口    |
| ----------- | ------- | ------- |
| 白山町1丁目 | 405世帯 | 882人   |
| 白山町2丁目 | 242世帯 | 580人   |
| 計          | 647世帯 | 1,462人 |

### 人口の変遷
国勢調査による人口の推移
| 1995年（平成7年）  | 1,737人 | [ 14 ] |  |
| 2000年（平成12年） | 1,833人 | [ 15 ] |  |
| 2005年（平成17年） | 1,752人 | [ 16 ] |  |
| 2010年（平成22年） | 1,625人 | [ 17 ] |  |
| 2015年（平成27年） | 1,497人 | [ 18 ] |  |
| 2020年（令和2年）  | 1,479人 | [ 19 ] |  |

### 世帯数の変遷
国勢調査による世帯数の推移。
| 1995年（平成7年）  | 496世帯 | [ 14 ] |  |
| 2000年（平成12年） | 550世帯 | [ 15 ] |  |
| 2005年（平成17年） | 557世帯 | [ 16 ] |  |
| 2010年（平成22年） | 568世帯 | [ 17 ] |  |
| 2015年（平成27年） | 564世帯 | [ 18 ] |  |
| 2020年（令和2年）  | 598世帯 | [ 19 ] |  |

## 交通

### 鉄道
愛知環状鉄道・愛知環状鉄道線 ： 町の南東部から北西部にかけての東米泉町・西米泉町・東菱野町・瀬戸口町との町境付近を東西に走っている。最寄り駅は、瀬戸口駅。
- 愛知環状鉄道線（白山町内）

### バス
名鉄バス「本地ヶ原線」
- 【35】名鉄バスセンター - 引山 - 四軒家 - 本地ヶ原 - 菱野団地 系統が走っているが、町内にバス停はない。最寄りのバス停は、瀬戸口町バス停・西米泉町バス停・米泉町バス停・瀬戸西高前バス停になる。

名鉄バス「東山線」
- 【18】瀬戸駅前 - 菱野団地 - 愛・地球博記念公園駅 系統が走っているが、町内にバス停はない。最寄りのバス停は、瀬戸西高前バス停・石田町バス停になる。

瀬戸市コミュニティバス「上之山線」
- 瀬戸駅前 - 文化センター - 山口駅 - サンヒル上之山 - 八草駅 系統

瀬戸市コミュニティバス「本地線」
- 陶生病院 - 瀬戸口駅 - 愛知医大 系統

以上の2路線が走っているが、町内にバス停はない。最寄りのバス停は、新郷地域交流センターバス停・みどりのまち病院バス停になる。

### 道路
愛知県道209号愛・地球博記念公園瀬戸線 ： 町の東端、今林町との町境を南北に通っている。

## 施設
- 瀬戸市埋蔵文化財センター ： 瀬戸市文化振興財団の文化財事業を行っている施設[20]。1993年から研究紀要を毎年1回発行している[21]。
- みどり保育所 ： 定員50名[22]。株式会社みどり知育が運営している[22]。2022年（令和4年）5月1日現在の園児数は41人、職員数は17人[23]。
- Patissere Sorachine ： 住宅街にある小さなケーキ屋[24]。季節のフルーツを使ったケーキや焼菓子を販売[24]。
- 釜ヶ洞公園 ： 2丁目の中央部にある公園。ブランコ・鉄棒・コンビネーション遊具がある。

- 瀬戸市埋蔵文化財センター
- みどり保育所
- Patissere Sorachine
- 釜ヶ洞公園

## その他

### 日本郵便
- 郵便番号 : 489-0876[6]（集配局：瀬戸郵便局[25]）。